# The Crown Jewels EP
Pour les articles homonymes, voir The Crown.
EP par Marina and the Diamonds
Mermaid Vs. Sailor EP
(2007) The American Jewels EP
(2010)
The Crown Jewels EP est le second maxi-single de l'auteure-compositrice-interprète gréco-anglaise Marina & the Diamonds, et le premier à être diffusé sur les plates-formes de téléchargement légal. Il est sorti le 29 mai 2009 en France.

## Listes des titres
| 1. | I Am Not a Robot | Marina Diamandis | Liam Howe    | 3:35 |
| 2. | Seventeen        | Marina Diamandis | Liam Howe    | 3:05 |
| 3. | Simplify         | Marina Diamandis | Martin Craft | 2:26 |

Édition numérique
| No | Titre                                       | Auteur           | Producteur(s) | Durée |
| -- | ------------------------------------------- | ---------------- | ------------- | ----- |
| 4. | I Am Not a Robot (Starsmith 24 Carat Remix) | Marina Diamandis | Liam Howe     | 5:18  |

## Historique de sortie
| Région      | Date          | Format    | Label                    |
| ----------- | ------------- | --------- | ------------------------ |
| France      | 29 mai 2009   | 679       | Téléchargement numérique |
| Italie      | 29 mai 2009   | 679       | Téléchargement numérique |
| Espagne     | 29 mai 2009   | 679       | Téléchargement numérique |
| Royaume-Uni | 1er juin 2009 | Neon Gold | Téléchargement numérique |
| Royaume-Uni | 22 juin 2009  | Neon Gold | CD                       |